# 니빈 폴리

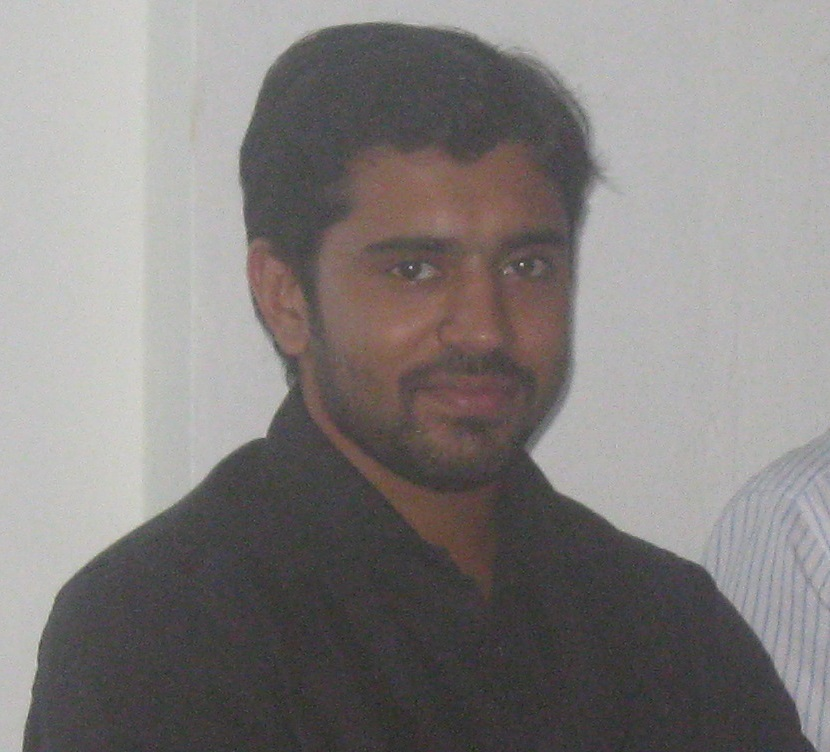

니빈 폴리(Nivin Pauly, 1983년 10월 11일 ~ )는 인도의 배우이다.
알루바에서 태어났다.

## 영화
- 디 엘더 원 (2019년)
- 히어 (2015년)
- 옴 산티 오샤나 (2014년)
- 벵갈로르 데이즈 (2014년)
- 1983 (2014년)
- 챕터스 (2012년) - 크리쉬나쿠마 역
- 타타신 마라야투 (2012년)